# 이치케리야 체첸 공화국의 대통령

이치케리야 체첸의 대통령기

이치케리야 체첸 공화국의 대통령은 이치케리야 체첸 공화국의 국가원수이다. 2007년 3월 1일, 이치케리야 체첸 공화국 5대 대통령이었던 도쿠 우마로프가 스스로를 에미르라 칭하며 이마라트 캅카스라는 단체를 만들고 이치케리야 체첸 공화국 정부를 소멸시켰다. 이치케리야 체첸 공화국 정부가 사라지면서 이치케리야 체첸의 대통령 직위도 함께 폐지되었다.

## 이치케리야 체첸 공화국의 대통령
| 대 | 이름                                | 취임일          | 퇴임일                 | 소속 정당             |
| -- | ----------------------------------- | --------------- | ---------------------- | --------------------- |
| 1  | 조하르 두다예프                     | 1991년 11월 9일 | 1996년 4월 21일 (암살) | 체첸 민족 전국민 회의 |
| 2  | 젤림한 얀다르비예프 (대통령직 대행) | 1996년 4월 21일 | 1997년 2월 12일        | 바이나흐 민주당       |
| 3  | 아슬란 마스하도프                   | 1997년 2월 12일 | 2005년 3월 8일 (암살)  | 바이나흐 민주당       |
| 4  | 압둘할림 사둘라예프                 | 2005년 3월 8일  | 2006년 6월 17일 (암살) | 없음                  |
| 5  | 도쿠 우마로프                       | 2006년 6월 17일 | 2007년 10월 31일       | 없음                  |